# Петленко, Александр Дормидонтович
Александр Дормидонтович Петленко (1907—1977) — генерал-майор Советской Армии, участник Великой Отечественной войны.

## Биография
Александр Дормидонтович Петленко родился 8 марта 1907 года в городе Богодухове (ныне — Харьковская область Украины). В октябре 1929 года был призван на службу в Рабоче-Крестьянскую Красную Армию. Служил на военно-политических должностях в различных авиационных частях.
С июня 1941 года — на фронтах Великой Отечественной войны. Воевал военным комиссаром 212-го дальнебомбардировочного авиационного полка, затем заместителем командира 45-й авиационной дивизии дальнего действия, заместителем по политической части командира 5-го авиационного корпуса. Участвовал в Смоленском сражении, сражениях под Москвой, Ленинградом и Сталинградом. Бомбил танковые колонны Х. Гудериана, наступавшие на Москву. Проводил большую работу по укреплению воинской дисциплины в частях. Сам не раз совершал боевые вылеты, в том числе в глубокий тыл противника на бомбардировку его важных объектов и городов, в том числе таких крупных промышленных центров, как Штеттин, Варшава, Данциг и Кёнигсберг. Всего же за время войны Петленко совершил 63 боевых вылета в качестве штурмана, 24 — в качестве лётчика и 8 — в качестве контролёра. Летом 1944 года участвовал в доставке грузов на территорию Словацкого национального восстания.
После окончания войны продолжал службу в Советской Армии. Был членом Военного Совета 50-й воздушной армии, начальником политотдела 71-го полигона Военно-воздушных сил СССР по испытанию крылатых ракет, начальником политотдела 42-й воздушной армии. В мае 1963 года вышел в отставку. Жил в Одессе. Умер 31 декабря 1977 года, похоронен на Таировском кладбище города Одессы.

## Награды
- 2 ордена Ленина (11 сентября 1941 года, 5 ноября 1954 года);
- Орден Красного Знамени (15 ноября 1950 года);
- Орден Кутузова 2-й степени (13 марта 1944 года);
- Орден Отечественной войны 1-й степени (13 июня 1943 года);
- 2 ордена Красной Звезды (19 мая 1940 года, 3 ноября 1944 года);
- Медали «За оборону Москвы», «За оборону Ленинграда», «За оборону Сталинграда» и другие медали, в том числе иностранные.